# Clavicorde
Le clavicorde est un instrument de musique qui remonte au tympanon médiéval. Il est le prédécesseur du piano-forte, qui lui-même engendra le piano moderne. Le plan s'apparente à celui du virginal.

## Description
Le clavicorde est construit sur un fond rigide. La table d'harmonie n'occupe que la partie droite de l'instrument, si bien que l'on peut voir le clavier à travers les cordes.
Dans le clavicorde, les cordes sont frappées par une pièce métallique appelée « tangente », selon un mécanisme beaucoup plus élémentaire que celui du piano-forte et plus encore que celui du piano moderne. Quand la tangente frappe la corde, elle sépare la corde en deux parties : l'une libre, vibrante, dont la fréquence — hauteur de la note — dépend de la longueur entre l'extrémité et la tangente (création d'un nœud de vibration), l'autre étouffée par une bande de feutre placée à demeure — il n'y a donc pas d'étouffoir mobile comme sur un piano. La continuité entre le doigt de l'instrumentiste et la tangente permet un certain vibrato. Les clavicordes dits « liés » utilisent cette propriété pour faire produire plusieurs sons, différents mais non simultanés, par une corde unique — à la manière d'une guitare. Ils requièrent une technique de jeu beaucoup plus spécifique que les clavicordes « non liés », où il y a une corde par son émissible et dont la technique demande autant de netteté que sur un clavecin.
Le clavicorde émet un son très discret et il est donc uniquement un instrument d'étude, et non de concert — on peut encore voir celui de Mozart dans sa maison de Salzbourg. Son répertoire est celui du clavecin, dans la limite des possibilités techniques du clavier unique et de son étendue — quelques octaves seulement.
Les clavicordes sont construits par les facteurs de clavecins ou d'orgues.
Les premiers clavicordes apparaissent à la fin du Moyen Âge. Leur ancien nom est manichordion. Leur fabrication cesse au début du XIXe siècle, avant de reprendre au début du XXe siècle pour répondre au besoin de renouveau dans la pratique de la musique ancienne.
Dans les années 1950, un modèle de piano électrique inspiré du clavicorde a été inventé : il s'agit du Clavinet. Ce clavier n'a pas de caisse de résonance, les cordes sont métalliques et leurs vibrations amplifiées à l'aide de capteurs électromagnétiques (microphones).

## Galerie

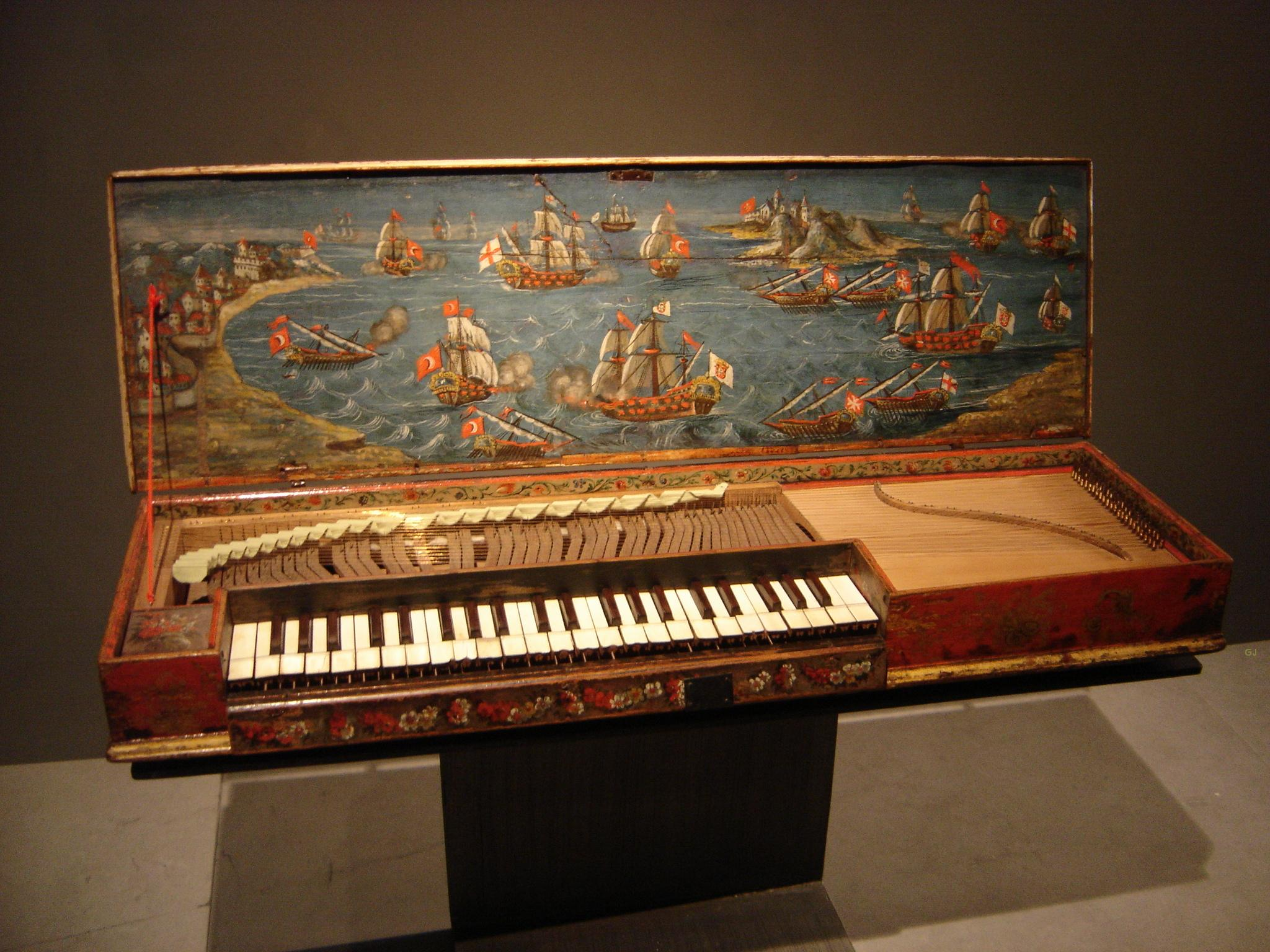
Clavicorde dit de Lépante, anon. XVIe siècle - Musée de la Musique, Paris.
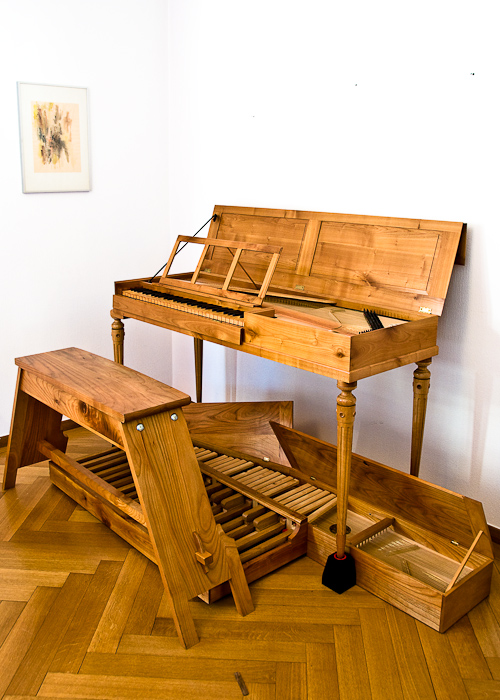
Clavicorde à pédalier par Benedikt Claas, d'après J. H. Silbermann (manuel).
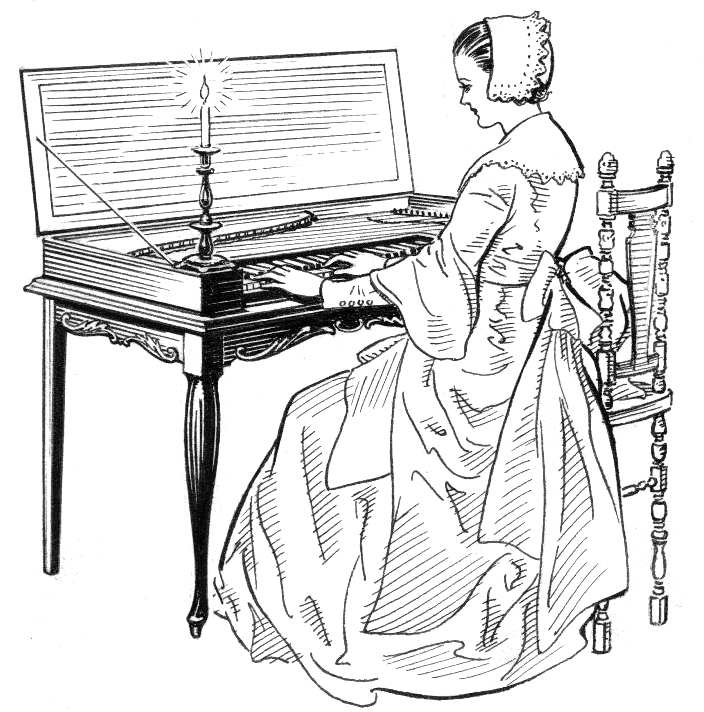
Dame jouant du clavicorde
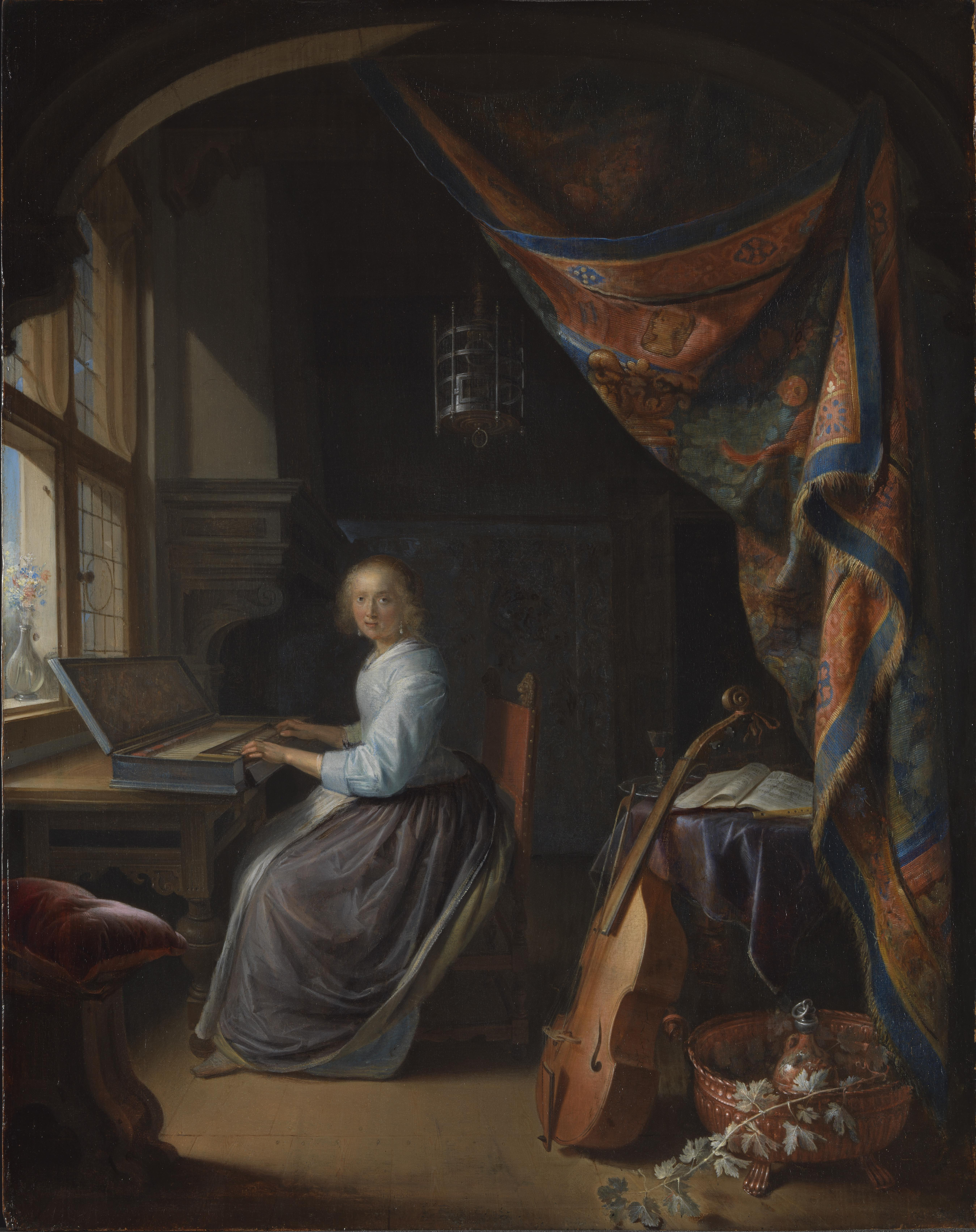
Femme jouant du clavicorde, Gérard Dou, vers 1665

### Discographie
- Bach, Le Clavier bien tempéré - Colin Tilney, clavecin et clavicorde (août 1988/août 1989, Hyperion CDA 66351/4) (OCLC 976517228)
- Bach, Chefs-d'œuvre pour clavicorde - Derek Adlam, clavicorde (Guild GMCD 7232) (OCLC 1131601034)
- Musique Ibérique au clavicorde - Ilton Wjuniski, clavicorde (novembre 1995, Harmonia Mundi HMC 905236) (OCLC 844775199)
- Carl Philipp Emanuel Bach, Pensées nocturnes, Mathieu Dupouy, clavicorde (avril 2008), (Label Hérisson production)